# Gouvernement de la Corée du Nord
Dans le gouvernement de la Corée du Nord, le cabinet (en) est le corps administratif et exécutif. Le gouvernement nord-coréen est composé de trois branches : administrative, législative, et judiciaire. Elles ne sont cependant pas indépendantes les unes des autres.
L' Economist Intelligence Unit liste la Corée du Nord à la dernière place sur 168 pays en tant que régime totalitaire dans son indice de démocratie de 2012.

## Institutions

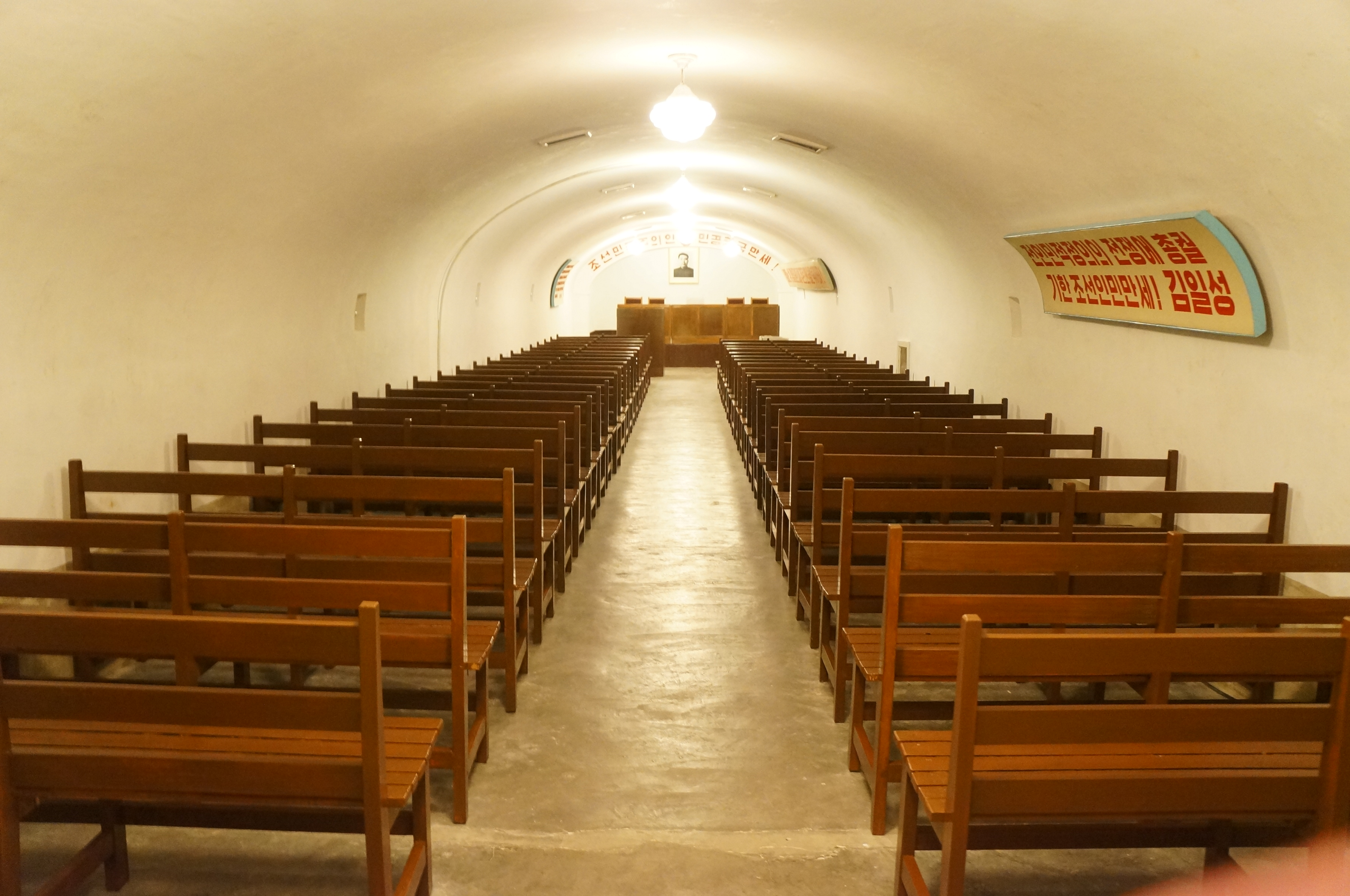
Salle de l'Assemblée populaire suprême durant la guerre de Corée.

Le gouvernement est confirmé par l'Assemblée populaire suprême qui choisit le Premier ministre qui nomme trois vice-Premiers ministres et les ministres du gouvernement. Celui-ci est dominé par le Parti du travail de Corée au pouvoir depuis la création de la Corée du Nord en 1948.
Le Cabinet a maintenant le droit de superviser et de contrôler les comités populaires locaux qui ont le pouvoir sur l'économie et l'administration au niveau local. Le Conseil d'administration de l'État est remplacé par le Cabinet, le comité administratif et économique local est aboli et ses fonctions dans la politique locale ont été transférées aux comités populaires locaux.
Le secrétaire en chef du Parti ne possède plus simultanément le poste de président des comités populaires locaux qui est repris par un ancien président du comité administratif et économique local. Ainsi, les comités populaires locaux sont théoriquement indépendants du parti local et sont sous le contrôle du Cabinet. Le statut des comités populaires locaux en tant qu'organe exécutif local, en principe, est devenu plus élevé qu'auparavant.

### Système judiciaire
Le système judiciaire de la Corée du Nord est contrôlé par la Cour suprême qui comprend un juge en chef et deux évaluateurs du peuple. Trois juges peuvent être présents dans certains cas. Leurs mandats coïncident avec ceux des membres de l'Assemblée populaire suprême. Tout tribunal de Corée du Nord a la même composition que la Cour centrale. Le système judiciaire est théoriquement tenu responsable devant l'Assemblée populaire suprême et le Présidium de l'Assemblée populaire suprême lorsque le législateur n'est pas en session.
Le système judiciaire ne pratique pas le contrôle juridictionnel. Les forces de sécurité interférent si souvent dans les actions de la magistrature que la conclusion de la plupart des cas est annulée. Des experts étrangers et de nombreux transfuges confirment que ce problème est généralisé. L'ONG Freedom House déclare que la « Corée du Nord n'a pas de système judiciaire indépendant et ne reconnaît pas les droits des individus. [...] Les nouvelles de détentions arbitraires, de « disparitions » et d'exécutions extrajudiciaires sont fréquentes. L'usage de la torture est répandue et brutale ».
La cinquième et actuelle Constitution de la Corée du Nord est approuvée et adoptée en avril 2009, remplaçant l'ancienne datant de 1998. Le pays y est défini comme une « dictature de la démocratie du peuple » (une formulation qui suit de près le modèle chinois), sous la direction du Parti du travail de Corée. Elle garantit les droits civils et politiques, comme la liberté d'expression, le droit d'élire des fonctionnaires, le droit à un procès équitable et la liberté de religion. Par ailleurs, elle supprime toute référence au communisme et conserve Kim Jong-il comme « chef suprême » en vertu de l'article 100,.

### Parti du travail de Corée
Le Parti du travail de Corée est organisé selon le système idéologique monolithique et le concept de grand dirigeant, un système et une théorie conçus par Kim Yong-ju et Kim Jong-il. La plus haute instance du Parti du travail de Corée est officiellement le Congrès, qui s'est réuni pour la dernière fois lors du 7e congrès en mai 2016. Bien que le Parti du travail de Corée soit (en théorie) similaire à l'organisation des autres partis communistes, en pratique, il est beaucoup moins institutionnalisé et sa politique officielle joue un rôle plus important que d'habitude. Des institutions telles que le comité central, le bureau politique exécutif, la commission militaire centrale, le bureau politique et le Présidium ont beaucoup moins de pouvoir que ceux formellement accordés par la charte du parti (en). Kim Jong-un est l'actuel président du parti du travail de Corée (en).
- Président du parti du travail de Corée (en) : Kim Jong-un
- Président de la commission militaire centrale : Kim Jong-un

### Commission des affaires de l'État
En juin 2010, Kim Jong-il nomme Jang Song-taek au poste de vice-président du comité de la défense nationale, une position considérée comme la sienne. Jang est déjà considéré comme la deuxième personne la plus puissante en Corée du Nord et sa nomination renforce la probabilité que le troisième fils de Kim, Kim Jong-un, lui succède. Cependant, en décembre 2013, Jang est renvoyé de tous les postes du gouvernement et exécuté par la suite sur l'ordre de Kim Jong-un.
En juin 2016, après le septième congrès du Parti du travail, la constitution de la Corée du Nord est actualisée, renommant le comité de la défense nationale en Commission des affaires de l'État et place Kim Jong-un comme président de cette commission. Cela fait de Kim Jong-un le chef d'État officiel.

## Composition actuelle
| Fonction | Titulaire       | Parti     | Parti     |
| Ministres | Ministres       | Ministres | Ministres |
| --- | --------------- | --------- | --------- |
| Premier ministre | Pak Thae-song   |           | PTC       |
| Vice Premier-ministre Président de la Commission nationale du plan                                                        | Pak Jong-gun    |           | PTC       |
| Vice Premier-ministre | Kim Jong-gwan   |           | PTC       |
| Vice Premier-ministre | Kim Song-ryong  |           | PTC       |
| Vice Premier-ministre | Ri Song-hak     |           | PTC       |
| Vice Premier-ministre | Pak Hun         |           | PTC       |
| Vice Premier-ministre Ministre de l'Agriculture                                                                           | Ju Chol-gyu     |           | PTC       |
| Ministre des Affaires étrangères                                                                                          | Choe Son-hui    |           | PTC       |
| Ministre de l'industrie de l'énergie électrique                                                                           | Kim Yu-il       |           | PTC       |
| Ministre de l'industrie charbonnière                                                                                      | Jon Hak-chol    |           | PTC       |
| Ministre de l'industrie métallurgique                                                                                     | Kim Chung-gol   |           | PTC       |
| Ministre de l'industrie chimique                                                                                          | Ma Jong-son     |           | PTC       |
| Ministre des chemins de fer                                                                                               | Jang Chung-song |           | PTC       |
| Ministre des transports terrestres et maritimes                                                                           | Kang Jong-gwan  |           | PTC       |
| Ministre de l'industrie minière                                                                                           | Kim Chol-su     |           | PTC       |
| Ministre d'État au développement des ressources naturelles                                                                | Kwon Song-hwan  |           | PTC       |
| Ministre de l'industrie pétrolière                                                                                        | Ko Kil-son      |           | PTC       |
| Ministre des forêts | Han Ryong-guk   |           | PTC       |
| Ministre de l'industrie de la construction mécanique                                                                      | An Kyong Gun    |           | PTC       |
| Ministre de la construction navale                                                                                        | Kang Chol-gu    |           | PTC       |
| Ministre de l'industrie nucléaire                                                                                         | Wang Chang-uk   |           | PTC       |
| Ministre de l'industrie électronique                                                                                      | Ju Yong-il      |           | PTC       |
| Ministre des Postes et Télécommunications                                                                                 | Kim Kwang-chol  |           | PTC       |
| Ministre de la construction et de l'industrie des matériaux de construction                                               | So Jong-jin     |           | PTC       |
| Ministre d'État au contrôle de la construction                                                                            | Ri Man Su       |           | PTC       |
| Ministre de l'industrie légère                                                                                            | Jang Kyong-il   |           | PTC       |
| Ministre de l'industrie locale                                                                                            | Jo Yong-chol    |           | PTC       |
| Ministre de l'industrie des biens de consommation                                                                         | Ri Kang-son     |           | PTC       |
| Ministre des pêches | Song Chun-sop   |           | PTC       |
| Ministère des finances | Ri Myong Guk    |           | PTC       |
| Ministre du Travail | Jin Kum-song    |           | PTC       |
| Ministre des relations économiques extérieures                                                                            | Yun Jong-ho     |           | PTC       |
| Ministre de la protection des terres et de l'environnement Directeur du Bureau de surveillance de la politique forestière | Jon Chol Su     |           | PTC       |
| Ministre de la gestion urbaine                                                                                            | Im Kyong-jae    |           | PTC       |
| Ministre des achats et de l'administration alimentaires                                                                   | Kim Kwang Jin   |           | PTC       |
| Ministre du commerce | Kim Yong-sik    |           | PTC       |
| Ministre de l'enseignement supérieur Président de l'université Kim Il-sung                                                | Kim Sung Chan   |           | PTC       |
| Ministère de la Santé publique                                                                                            | Choe Kyong-chol |           | PTC       |
| Ministre de la culture | Sung Jong-gyu   |           | PTC       |
| Ministre de la culture physique et des sports                                                                             | Kim Il-guk      |           | PTC       |
| Postes ayant rang au cabinet                                                                                              |                 |           |           |
| Président de la Commission Education                                                                                      | Kim Sung-du     |           | PTC       |
| Président de l'Académie d'État des sciences                                                                               | Kim Sung-jin    |           | PTC       |
| Président de la Commission d'État des sciences et technologies                                                            | Kim Song Bin    |           | PTC       |
| Président de la Banque centrale                                                                                           | Paek Min Gwang  |           | PTC       |
| Directeur du Bureau central des statistiques                                                                              | Ri Chol-san     |           | PTC       |
| Directeur du Secrétariat du Cabinet                                                                                       | Kim Kum-chol    |           | PTC       |